# Villecey-sur-Mad
Villecey-sur-Mad é uma comuna francesa na região administrativa de Grande Leste, no departamento de Meurthe-et-Moselle. Estende-se por uma área de 7,41 km². Em 2010 a comuna tinha 347 habitantes (densidade: 46,8 hab./km²).